# Liste der Kulturdenkmäler in Erlenbach bei Kandel
In der Liste der Kulturdenkmäler in Erlenbach bei Kandel sind alle Kulturdenkmäler der rheinland-pfälzischen Ortsgemeinde Erlenbach bei Kandel aufgeführt. Grundlage ist die Denkmalliste des Landes Rheinland-Pfalz (Stand: 26. Juni 2023).

## Einzeldenkmäler
| Bezeichnung               | Lage                                                                | Baujahr                            | Beschreibung | Bild            |
| ------------------------- | ------------------------------------------------------------------- | ---------------------------------- | --- | --------------- |
| Wohnhaus                  | Gartenweg 1 Lage                                                    | Anfang des 19. Jahrhunderts        | eingeschossiges Fachwerkhaus, Anfang des 19. Jahrhunderts, breites Zwerchhaus, erste Hälfte des 20. Jahrhunderts                         | Fotos hochladen |
| Hoftor                    | Hauptstraße, zu Nr. 28 Lage                                         | 1799                               | überdachtes Hoftor mit Mannpforte, Holz, bezeichnet 1799                                                                                 | Fotos hochladen |
| Rathaus                   | Hauptstraße 31 Lage                                                 | Mitte des 19. Jahrhunderts         | stattlicher spätklassizistischer Putzbau, Mitte des 19. Jahrhunderts                                                                     | Fotos hochladen |
| Simultankirche St. Martin | Hauptstraße 33 Lage                                                 | 1821                               | Saalbau, 1821, Fassadenturm, 1866 | Fotos hochladen |
| Kriegerdenkmal            | Hauptstraße, bei Nr. 33 Lage                                        | 20. Jahrhundert                    | Kriegerdenkmal 1914/18 | Fotos hochladen |
| Hofanlage                 | Hauptstraße 36 Lage                                                 | Anfang des 19. Jahrhunderts        | Zweiseithof, Anfang des 19. Jahrhunderts; eingeschossiges Eckwohnhaus, Fachwerk-Zwerchhaus, Wirtschaftsgebäude überwiegend in Fachwerk   | Fotos hochladen |
| Wohnhaus                  | Hauptstraße 42 Lage                                                 | zweite Hälfte des 18. Jahrhunderts | stattliches Fachwerkhaus, wohl aus der zweiten Hälfte des 18. Jahrhunderts                                                               | Fotos hochladen |
| Wohnhaus                  | Hauptstraße 68 Lage                                                 | 1721                               | Fachwerkhaus, teilweise massiv, bezeichnet 1721                                                                                          | Fotos hochladen |
| Gasthaus Zum Hirsch       | Haynaer Straße 3 Lage                                               | zweite Hälfte des 18. Jahrhunderts | Fachwerkhaus, teilweise massiv, zweite Hälfte des 18. Jahrhunderts                                                                       | Fotos hochladen |
| Friedhofsmauer und -kreuz | westlich außerhalb des Ortes am Friedhofsweg, auf dem Friedhof Lage | um 1840                            | Friedhofsmauer, Gelbsandstein, schmiedeeiserne Torflügel; Friedhofskreuz von Bernhard Würschmitt, 1838 (Bild), Kruzifix, bezeichnet 1840 | Fotos hochladen |